# Фонд Василиса и Элизы Гуландрис
Фонд Василиса и Элизы Гуландрис (греч. Ίδρυμα Βασίλη και Ελίζας Γουλανδρή, англ. Basil & Elise Goulandris Foundation) — частный музей современного искусства, открытый 1 октября 2019 года в районе Панграти в юго-восточной части Афин, рядом с церковью святого Спиридона (Ιερός Ναός Αγίου Σπυρίδωνος Σταδίου), стадионом Панатинаикос и площадью Проскопон (Πλατεία Προσκόπων).

## Экспозиция
В музее представлены 180 наиболее ценных картин, скульптур, объектов и мебели из коллекции Василиса (1913—1994) и Элизы Гуландрис (1917—2000), включая работы Эль Греко, Сезанна, Винсента Ван Гога («Сбор урожая оливок», 1889), Поля Гогена, Клода Моне (из цикла «Руанский собор»), Эдгара Дега, Пабло Пикассо («Обнаженная с поднятыми руками», 1907), Анри де Тулуз-Лотрека, Жоржа Брака, Жоана Миро, Василия Кандинского («Оба полосатые», 1932), Пауля Клее, Джексона Поллока («Номер 13», 1950), Фрэнсиса Бэкона («Три этюда для автопортрета», 1972), Ники де Сен-Фалль, Альберто Джакометти, Огюста Родена (мраморная копия скульптуры «Вечная весна», 1884), Амедео Модильяни и многих других мастеров. Значительную часть коллекции занимают работы греческих художников, среди которых Гика, Яннис Царухис, Яннис Моралис, Такис, Яннис Кунеллис, Алекос Фасианос, Костас Цоклис и Михалис Томброс. Греческий раздел музея является продолжением Музея современного искусства Андроса, основанного в 1979 году для хранения обширной коллекции греческого искусства Василиса и Элизы Гуландрис. Стоимость коллекции музея оценивается в 3 млрд долларов США.
В музее есть библиотека, включающая коллекцию Василиса и Элизы Гуландрис из 4500 книг по искусству, кафе, сувенирный магазин. Галереи музея расположены на пяти этажах, основной (наземный) этаж занимают временные выставки, следующие два этажа посвящены западному искусству XIX и XX веков, ещё два — греческому искусству. В отдельном зале хранится французская мебель XVIII века.
В фойе музея висит «Портрет Элизы Гуландрис» работы Марка Шагала (1969), друга Василиса и Элизы Гуландрис.

## История
С середины 1950-х годов Василис и Элиза Гуландрис собирали коллекцию импрессионизма, модернизма и послевоенного искусства.  Василис Гуландрис был членом династии судовладельцев с греческого острова Андрос, среди которых много меценатов. Музей кикладского искусства был основан Никосом (братом-близнецом Василиса) и Долли Гуландрис, а Музей естественной истории Гуландрис — Ангелосом и Ники Гуландрис.
Идея создания музея появилась в 1980-е годы. Первоначально музей было задумано разместить в неоклассическом особняке в Колонаки. Затем архитектору Бэй Юймину было поручено спроектировать здание рядом с Афинской консерваторией. Однако на этом месте были открыты руины Ликея.
В 1994 году Василис Гуландрис умер и работы по созданию музея продолжила Элиза Гуландрис и Кирьякос Куцомаллис (Κυριάκος Κουτσομάλλης), директор Фонда Василиса и Элизы Гуландрис. Был приобретён участок в районе Панграти с неоклассическим особняком. В 2000 году Элиза Гуландрис умерла и за коллекцию развернулась юридическая борьба, что задержало открытие музея.
Здание площадью 7250 м² было построено специально для нужд музея.
1 октября 2019 года состоялось официальное открытие музея президентом Греции Прокописом Павлопулосом.

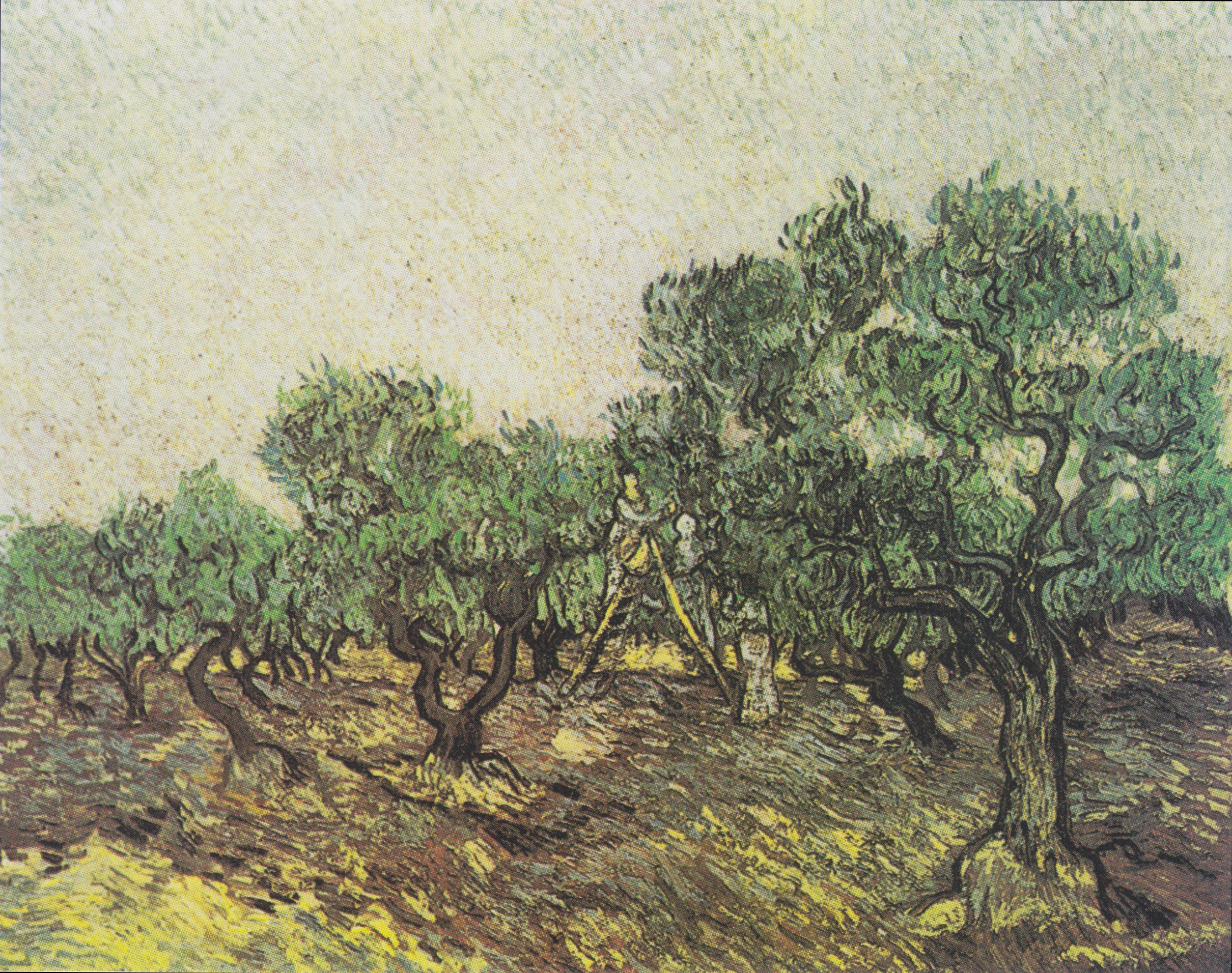
Винсент Ван Гог. Сбор урожая оливок, 1889
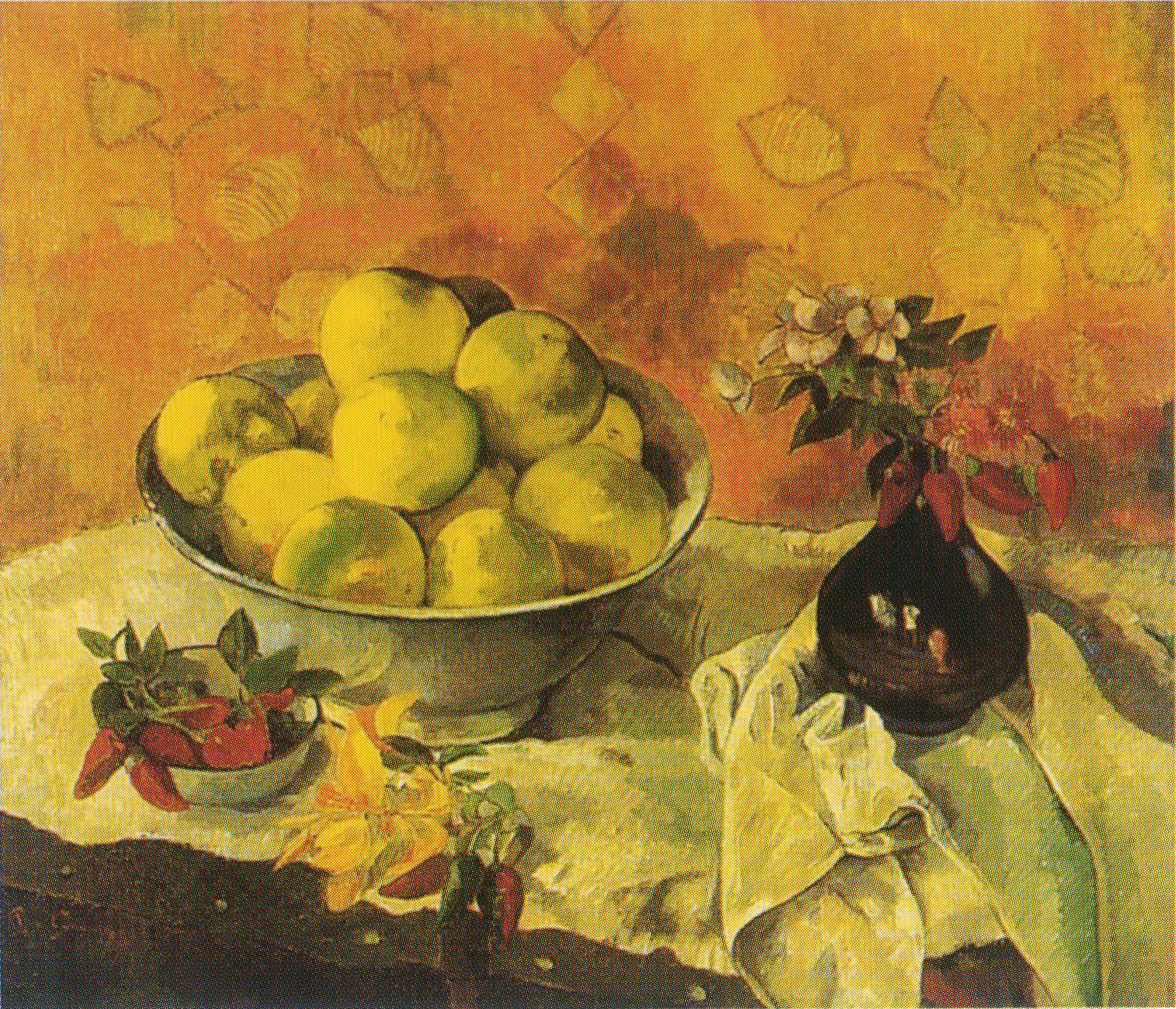
Поль Гоген. Натюрморт с грейпфрутами, 1901